# Ballettmeister

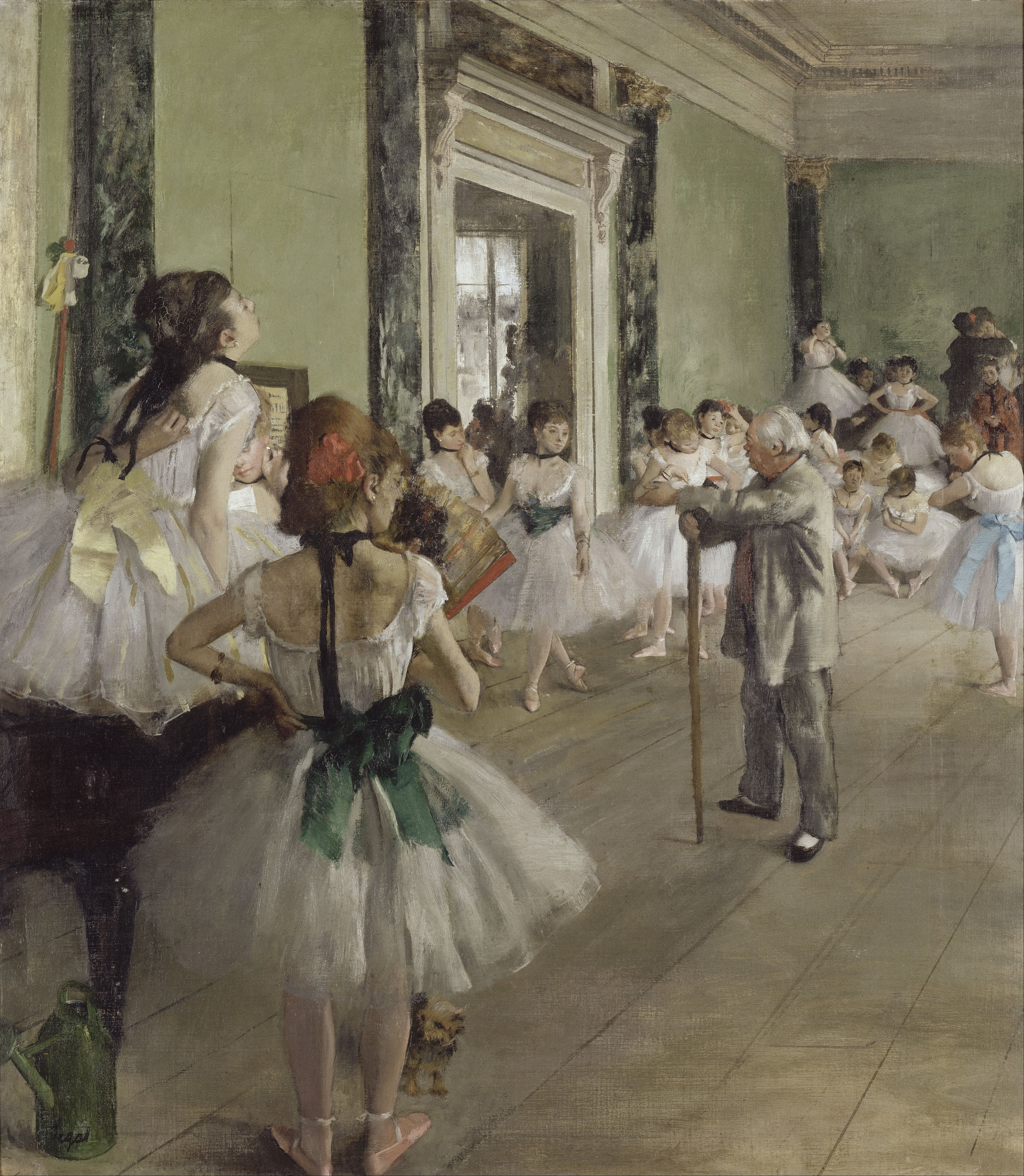
Ballettmeister Jules Perrot, gemalt 1875 von Edgar Degas

Ein Ballettmeister (engl. Ballet Master, franz. Maître de ballet, span. Maestro de ballet), früher auch Tanzmeister, ist ein Mitarbeiter beim Theater oder bei einer Ballettkompanie, der für das Können der Tänzer in der Kompanie und die Qualität der Ausführung der Tänze (Choreografien) verantwortlich ist. Ballettmeister trainieren üblicherweise täglich Ballettklassen und bereiten diese auf aktuelle oder bevorstehende Stücke vor.

## Geschichte
Der Tanzmeister ist ursprünglich ein Tanzlehrer und war seit der Neuzeit, als der Tanz für die Bildung der Adligen große Bedeutung bekam, eine Art Benimm-dich-Lehrer für Söhne und Töchter, so wie der Hofmeister. Daher stammt die Redewendung „nach seiner Geige tanzen“: Die Tanzmeistergeige war das wichtigste Handwerkszeug des Tanzmeisters. 
Weil das Zeremoniell des Hofstaats und das Hoftheater bis etwa 1700 kaum zu trennen waren, waren die Tanzmeister für das Arrangement der gesellschaftlichen Anlässe oder der Kontratänze beim Ball ebenso zuständig wie für die Tänze auf der Bühne, die noch zur Mehrzahl in Opern und Schauspiele eingegliedert waren. Diese Doppelfunktion des Ballettmeisters als Tanzlehrer der Hocharistokratie und als Choreograf am Theater hält sich teilweise bis ins 20. Jahrhundert hinein, etwa in der Person Carl Godlewskis an der Wiener Hofoper. 
Die Tanzmeister bis zum Ende des 18. Jahrhunderts waren für die Zusammenstellung der Musik verantwortlich und oft auch selbst die Komponisten der Ballettmusik. Auch diese Tradition hielt sich im Unterhaltungstheater noch lange, wie etwa bei Charlie Chaplin oder Grock, die ihre Musik selbst komponierten.
Es gab zahlreiche reisende Tanzmeister, die als Ratgeber adliger und reicher bürgerlicher Familien begehrt waren und für die Verbreitung der neuesten Gesellschaftstänze und Moden ebenso verantwortlich waren wie für die Entstehung eines Ballett-Repertoires seit dem 18. Jahrhundert. Diese Tanzmeister schrieben auch Traktate und andere tänzerische Anleitungen, die sich gut verkaufen ließen. Der prominenteste unter ihnen ist Jean-Georges Noverre. Auch Jean Dauberval oder Filippo Taglioni waren noch reisende Tanzmeister. Der Tanzmeister als Arrangeur vorgegebener Tanzschritte wird in jener Zeit zu einem Choreografen, der größere künstlerische Freiheit besitzt. 
Ein Reisender hatte eine höhere gesellschaftliche Stellung als ein Fahrender. Bei den reisenden Tanz- und Ballettmeistern war diese Abgrenzung allerdings nicht immer klar. Auch die Wanderbühnen führten Tanzmeister für das Arrangement der Tänze und Tableaux vivants mit. Die Tanzausbildung war Grundlage für alle Bühnenkünste. Es gab noch keine deutliche Abgrenzung zwischen Schauspielern, Sängern und Tänzern und damit nur wenige spezialisierte Ballett-Truppen. 
Eine Professionalisierung des Balletttanzes geschah erst im 19. Jahrhundert. Damit konnte der Tanzmeister endgültig zum „Ballettmeister“ werden und von einem Lehrer gesellschaftlicher Anstandsregeln zu einem künstlerischen Leiter aufsteigen, der sich kaum noch mit Dilettanten oder tänzerisch wenig fortgeschrittenen Schauspielern und Sängern beschäftigen musste. Dieser hohen Spezialisierung des Tänzerberufs wirkten allerdings Strömungen entgegen, die etwa von François Delsarte ausgingen und später in Ausdruckstanz und Tanztheater mündeten.
Seit Ende des 19. Jahrhunderts wurde die Position des Ersten Ballettmeisters auch als Hauptchoreograf bezeichnet, der wiederum eine Art Intendant war. Seine Aufgaben waren unter anderem Tänze zu entwickeln, Stücke auszuwählen, Absprachen mit dem Komponisten zu treffen und, natürlich, die Tänzer zu trainieren.
Nach 1900 wurde der Begriff Zweiter Ballettmeister eher dazu gebraucht, den Rektor oder Leiter einer Ballettkompanie zu beschreiben. Da dem Ausdruck Ballettmeister noch die Funktion des Tanzmeisters anhaftet, haben selbstständige Ballettkompanien heute oft einen Ballettdirektor.

## Gegenwart
Heute ist der Ballettmeister am Theater häufig einem Ballettdirektor untergeordnet. Er leitet das tägliche Training, steht den gastierenden Choreographen bei Neueinstudierungen zur Seite, übernimmt die Abendspielleitung und kann auch die Proben bei Wiederaufnahmen leiten. Seine Funktion entspricht in vielem der des Regieassistenten in Schauspiel und Oper. 
Ballettmeister brauchen große Erfahrung als Tänzer. Größere Häuser beschäftigen oft mehrere Ballettmeister.

## Berühmte Ballettmeister
- Gottfried Taubert (1670–1746): Tanzmeister in Danzig und Leipzig. Er publizierte 1717 das maßgebliche Traktat zum Barocktanz in deutscher Sprache Rechtschaffener Tanzmeister[1], das neben der ersten deutschen Übersetzung der Feuillet-Notation auch mehrere Tänze von Raoul-Auger Feuillet und Louis Pécour enthält.
- Jean Dauberval (1742–1806): französischer Ballettmeister. Heute gilt er als Vater des komischen Balletts.
- Filippo Taglioni (1777–1871): von 1803 Ballettmeister in Stockholm.
- Jean Coralli (1779–1854): Ballettmeister bei der Pariser Oper.
- August Bournonville (1805–1879): von 1828 bis 1879 Ballettmeister des Königlich Dänischen Balletts und der bis heute produktivste Choreograf Dänemarks.
- Jules Perrot (1810–1892): von 1850 bis 1859 Ballettmeister beim Kirow-Ballett in Sankt Petersburg. Bevor Perrot nach Russland ging, arbeitete er in seinem Heimatland, Frankreich.
- Marius Petipa (1818–1910): war nach Arthur Saint-Léon Ballettmeister des Imperialen Theaters in Sankt Petersburg und Moskau.
- Arthur Saint-Léon (1821–1870): französischer Ballettmeister und von 1859 bis 1869 Nachfolger von Jules Perrot beim Kirow-Ballett.
- Enrico Cecchetti (1850–1928): italienischer Ballettmeister beim Ensemble Ballets Russes.
- Carl Godlewski (1862–1949), deutsch-österreichischer Ballettmeister und Choreograf an der Wiener Oper.
- Tatjana Gsovsky (1901–1993), russisch-deutsche Balletttänzerin, Choreografin und Ballettmeisterin an der Berliner Staatsoper, am Teatro Colón in Buenos Aires, an der Deutschen Oper Berlin sowie an der Oper Frankfurt.
- Frederick Ashton (1904–1988): 1963 Ballettmeister, Choreograf und Regisseur beim Royal Ballet.
- George Balanchine (1904–1983): von 1949 bis 1982 Ballettmeister und Regisseur beim New York City Ballet.
- Alice Kaluza (1920–2017) ist eine deutsche Tänzerin, Choreografin und Ballettmeisterin an der Staatsoper Berlin
- Maja Michailowna Plissezkaja (1925–2015) war eine russische Primaballerina und Choreografin und eine der erfolgreichsten Balletttänzerinnen weltweit.
- Kenneth MacMillan (1929–1992): von 1970 Ballettmeister, Choreograf und Regisseur beim Royal Ballet.
- Rudolf Chametowitsch Nurejew (1938–1993): von 1983 bis 1992 Ballettmeister beim Ballet de l’Opéra de Paris. Davor war er ein bekannter Tänzer.
- Anthony Dowell (* 1943): von 1980 Ballettmeister, Choreograf und Regisseur beim Royal Ballet.